# Мимс (Флорида)
Мимс (енгл. Mims) насељено је место без административног статуса у америчкој савезној држави Флорида.

## Демографија
По попису из 2010. године број становника је 7.058, што је 2.089 (-22,8%) становника мање него 2000. године.
| Група             | 2000.         | 2010.         |
| Белци             | 7.816 (85,4%) | 5.788 (82,0%) |
| Афроамериканци    | 1.004 (11,0%) | 873 (12,4%)   |
| Азијати           | 20 (0,2%)     | 47 (0,7%)     |
| Хиспаноамериканци | 141 (1,5%)    | 216 (3,1%)    |
| Укупно            | 9.147         | 7.058         |